# Aldo di Crollalanza
Aldo Maria Pietro Agostino Massimiliano Adolfo di Crollalanza, conosciuto anche come Aldo Crollalanza (Pisa, 28 agosto 1883 – Mola di Bari, ...), è stato un genealogista e araldista italiano.

## Biografia
Figlio dell'araldista e storico Giovan Battista di Crollalanza e della sua terza moglie Maria Isolina Antonietta Jovi, nata a Pisa il 31 dicembre 1851, sposata a Pisa il 7 ottobre 1880. Fu il terzo editore e compilatore del periodico Annuario della nobiltà Italiana fino al 1905 dopo la morte del fratellastro Goffredo di Crollalanza.

Nel 1905 cessò la pubblicazione dell'Annuario della nobiltà italiana e terminò così la prima serie dell'opera. La pubblicazione verrà ripresa nel 1998 da Andrea Borella con la creazione della seconda serie dell'opera e la pubblicazione della XXVIII edizione (2000).